# Chriodes hunanensis
Chriodes hunanensis là một loài tò vò trong họ Ichneumonidae.